# Holandia na Mistrzostwach Świata w Lekkoatletyce 2022
Holandia na Mistrzostwach Świata w Lekkoatletyce 2022 – reprezentacja Holandii podczas mistrzostw świata w Eugene liczyła 31 zawodników występujących w 19 konkurencjach. Wywalczyła cztery medale, trzy srebrne oraz jeden brązowy.

## Medaliści
| Medal  | Zawodnik                                                                          | Konkurencja                 | Rezultat  | Data     |
| ------ | --------------------------------------------------------------------------------- | --------------------------- | --------- | -------- |
| srebro | Liemarvin Bonevacia Lieke Klaver Tony van Diepen Femke Bol Eveline Saalberg (el.) | sztafeta mieszana 4 × 400 m | 3:09,90   | 15 lipca |
| srebro | Anouk Vetter                                                                      | siedmiobój                  | 6867 pkt. | 18 lipca |
| srebro | Femke Bol                                                                         | bieg na 400 m przez płotki  | 52,27     | 22 lipca |
| brąz   | Jessica Schilder                                                                  | pchnięcie kulą              | 19,77     | 16 lipca |

## Skład reprezentacji

### Kobiety
| Zawodniczka                                                  | Konkurencja                | Elimincje | Elimincje | Półfinał | Półfinał | Finał    | Finał   | Źródło              |
| Zawodniczka                                                  | Konkurencja                | Wynik     | Pozycja   | Wynik    | Pozycja  | Wynik    | Pozycja | Źródło              |
| ------------------------------------------------------------ | -------------------------- | --------- | --------- | -------- | -------- | -------- | ------- | ------------------- |
| Lieke Klaver                                                 | bieg na 400 m              | 50,24     | 3. Q      | 50,18    | 6. Q     | 50,33    | 4.      | [ 1 ] [ 2 ] [ 3 ]   |
| Eveline Saalberg                                             | bieg na 400 m              | 52,59     | 32.       | NQ       | NQ       | NQ       | NQ      | [ 1 ] [ 2 ] [ 3 ]   |
| Sifan Hassan                                                 | bieg na 5000 m             | 14:52,89  | 4. Q      | —        | —        | 14:48,12 | 6.      | [ 4 ] [ 5 ]         |
| Maureen Koster                                               | bieg na 5000 m             | 15:18,17  | 21.       | —        | —        | NQ       | NQ      | [ 4 ] [ 5 ]         |
| Sifan Hassan                                                 | bieg na 10 000 m           | —         | —         | —        | —        | 30:10,56 | 4.      | [ 6 ]               |
| Zoë Sedney                                                   | bieg na 100 m przez płotki | 13,38     | 33.       | NQ       | NQ       | NQ       | NQ      | [ 7 ] [ 8 ]         |
| Nadine Visser                                                | bieg na 100 m przez płotki | 12,76     | 10. Q     | 12,66    | 12.      | NQ       | NQ      | [ 7 ] [ 8 ]         |
| Femke Bol                                                    | bieg na 400 m przez płotki | 53,90     | 1. Q      | 52,84    | 2. Q     | 52,27    | 2.      | [ 9 ] [ 10 ] [ 11 ] |
| Andrea Bouma Zoë Sedney Minke Bisschops Naomi Sedney         | sztafeta 4 × 100 m         | 43,46     | 13.       | —        | —        | NQ       | NQ      | [ 12 ] [ 13 ]       |
| Hanneke Oosterwegel Lieke Klaver Cathelijn Peeters Femke Bol | sztafeta 4 × 400 m         | DSQ       | DSQ       | —        | —        | NQ       | NQ      | [ 14 ] [ 15 ]       |

| Zawodniczka         | Konkurencja    | Kwalifikacje | Kwalifikacje | Finał | Finał   | Źródło        |
| Zawodniczka         | Konkurencja    | Wynik        | Pozycja      | Wynik | Pozycja | Źródło        |
| ------------------- | -------------- | ------------ | ------------ | ----- | ------- | ------------- |
| Benthe König        | pchnięcie kulą | 17,51        | 20.          | NQ    | NQ      | [ 16 ] [ 17 ] |
| Jessica Schilder    | pchnięcie kulą | 19,16        | 4. Q         | 19,77 | 3.      | [ 16 ] [ 17 ] |
| Jorinde van Klinken | pchnięcie kulą | 18,19        | 16.          | NQ    | NQ      | [ 16 ] [ 17 ] |
| Jorinde van Klinken | rzut dyskiem   | 65,66        | 2. Q         | 64,97 | 4.      | [ 18 ] [ 19 ] |

Siedmiobój
| Zawodnik         | Konkurencja | 100 m ppł | SW   | PK    | 200 m | SD   | RO    | 800 m   | Wynik | Pozycja | Źródło |
| ---------------- | ----------- | --------- | ---- | ----- | ----- | ---- | ----- | ------- | ----- | ------- | ------ |
| Emma Oosterwegel | Rezultat    | 13,44     | 1,77 | 14,40 | 24,43 | 5,95 | 54,03 | 2:13,97 | 6440  | 7.      | [ 20 ] |
| Emma Oosterwegel | Punkty      | 1059      | 941  | 821   | 940   | 834  | 938   | 907     | 6440  | 7.      | [ 20 ] |
| Anouk Vetter     | Rezultat    | 13,30     | 1,80 | 16,25 | 23,73 | 6,52 | 58,29 | 2:20,09 | 6867  | 2.      | [ 20 ] |
| Anouk Vetter     | Punkty      | 1080      | 978  | 945   | 1007  | 1014 | 1021  | 822     | 6867  | 2.      | [ 20 ] |

### Mężczyźni
| Zawodnik                                                   | Konkurencja                | Elimincje | Elimincje | Półfinał | Półfinał | Finał | Finał   | Źródło        |
| Zawodnik                                                   | Konkurencja                | Wynik     | Pozycja   | Wynik    | Pozycja  | Wynik | Pozycja | Źródło        |
| ---------------------------------------------------------- | -------------------------- | --------- | --------- | -------- | -------- | ----- | ------- | ------------- |
| Liemarvin Bonevacia                                        | bieg na 400 m              | 45,82     | 16. Q     | 45,50    | 15.      | NQ    | NQ      | [ 21 ] [ 22 ] |
| Tony van Diepen                                            | bieg na 800 m              | 1:46,59   | 22. Q     | 1:46,70  | 20.      | NQ    | NQ      | [ 23 ] [ 24 ] |
| Abdi Nageeye                                               | maraton                    | —         | —         | —        | —        | DNF   | DNF     | [ 25 ]        |
| Ramsey Angela                                              | bieg na 400 m przez płotki | 49,62     | 14. Q     | 49,77    | 17.      | NQ    | NQ      | [ 26 ] [ 27 ] |
| Nick Smidt                                                 | bieg na 400 m przez płotki | 49,80     | 17. Q     | 49,56    | 15.      | NQ    | NQ      | [ 26 ] [ 27 ] |
| Hensley Paulina Taymir Burnet Joris van Gool Raphael Bouju | sztafeta 4 × 100 m         | 39,07     | 13.       | —        | —        | NQ    | NQ      | [ 28 ] [ 29 ] |
| Isayah Boers Terrence Agard Nick Smidt Ramsey Angela       | sztafeta 4 × 400 m         | 3:03,14   | 9.        | —        | —        | NQ    | NQ      | [ 30 ] [ 31 ] |

| Zawodnik          | Konkurencja   | Kwalifikacje | Kwalifikacje | Finał | Finał   | Źródło        |
| Zawodnik          | Konkurencja   | Wynik        | Pozycja      | Wynik | Pozycja | Źródło        |
| ----------------- | ------------- | ------------ | ------------ | ----- | ------- | ------------- |
| Rutger Koppelaar  | skok o tyczce | 5,65         | 13.          | NQ    | NQ      | [ 32 ] [ 33 ] |
| Menno Vloon       | skok o tyczce | 5,75         | 9. q         | NM    | NM      | [ 32 ] [ 33 ] |
| Denzel Comenentia | rzut młotem   | NM           | NM           | NQ    | NQ      | [ 34 ]        |

### Mieszane
| Zawodnik                                                                          | Konkurencja        | Elimincje | Elimincje | Finał   | Finał   | Źródło               |
| Zawodnik                                                                          | Konkurencja        | Wynik     | Pozycja   | Wynik   | Pozycja | Źródło               |
| --------------------------------------------------------------------------------- | ------------------ | --------- | --------- | ------- | ------- | -------------------- |
| Liemarvin Bonevacia Lieke Klaver Tony van Diepen Femke Bol Eveline Saalberg (el.) | sztafeta 4 × 400 m | 3:12,63   | 2. Q      | 3:09,90 | 2.      | [ 35 ] [ 36 ] [ 37 ] |